# Austerlitz (New York)
Austerlitz è un comune statunitense dello stato di New York, sita nella contea di Columbia.